# Éliminatoires du Championnat d'Europe de football espoirs 2013 - Groupe 7
Cet article donne les résultats des matchs du groupe 7 des éliminatoires du Championnat d'Europe de football espoirs 2013.

## Classement
| Rang | Équipe               | Pts | J | G | N | P | Bp | Bc | Diff |  | Résultats (▼ dom., ► ext.) |     |     |     |     |     |
| ---- | -------------------- | --- | - | - | - | - | -- | -- | ---- |  | -------------------------- | --- | --- | --- | --- | --- |
| 1    | Italie               | 16  | 6 | 5 | 1 | 0 | 18 | 4  | +14  |  | Italie                     |     | 2-0 | -   | 2-0 | -   |
| 2    | Turquie              | 12  | 7 | 4 | 0 | 3 | 12 | 7  | +5   |  | Turquie                    | 0-2 |     | 1-0 | 2-1 | 6-1 |
| 3    | République d'Irlande | 10  | 5 | 3 | 1 | 1 | 10 | 5  | +5   |  | République d'Irlande       | 2-2 | -   |     | 2-1 | 2-0 |
| 4    | Hongrie              | 6   | 6 | 2 | 0 | 4 | 7  | 9  | -2   |  | Hongrie                    | 0-3 | 1-0 | -   |     | -   |
| 5    | Liechtenstein        | 0   | 6 | 0 | 0 | 6 | 4  | 26 | -22  |  | Liechtenstein              | 2-7 | 0-3 | 1-4 | 0-4 |     |

## Résultats et calendrier
| 25 mars 2011 | Turquie | 6-1 | Liechtenstein     | 4 Eylül (Sivas)           |                           |
| 16h30        | Ali Küçik 15e · Şahin Aygüneş 28e · Serdar Aziz 41e · Emre Çolak 55e (pen.) · Özgür Çek 69e · Savaş Yılmaz 84e |     | 60e Niklas Kieber | Arbitrage : István Kovács | Arbitrage : István Kovács |
| 16h30        | (Rapport) |     |                   | Arbitrage : István Kovács | Arbitrage : István Kovács |

| 1er septembre 2011 | République d'Irlande               | 2-1 | Hongrie          | The Showgrounds (Sligo)          |                                  |
| 20h30              | Robert Brady 15e · Rhys Murphy 69e |     | 38e Markó Futács | Arbitrage : Sébastien Delferiere | Arbitrage : Sébastien Delferiere |
| 20h30              | (Rapport)                          |     |                  | Arbitrage : Sébastien Delferiere | Arbitrage : Sébastien Delferiere |

| 2 septembre 2011 | Liechtenstein | 0-3 | Turquie                                                  | Rheinpark Stadion (Vaduz)     |                               |
| 19h30            |               |     | 30e Muhammet Demir · 56e Burak Kaplan · 92e Alper Uludağ | Arbitrage : Nerijus Dunauskas | Arbitrage : Nerijus Dunauskas |
| 19h30            | (Rapport)     |     |                                                          | Arbitrage : Nerijus Dunauskas | Arbitrage : Nerijus Dunauskas |

| 6 septembre 2011 | Hongrie   | 0-3 | Italie                                       | Stadion Sóstói (Székesfehérvár) |                          |
| 17h00            |           |     | 46e 66e Manolo Gabbiadini · 82e Fabio Borini | Arbitrage : Artur Soares        | Arbitrage : Artur Soares |
| 17h00            | (Rapport) |     |                                              | Arbitrage : Artur Soares        | Arbitrage : Artur Soares |

| 6 septembre 2011 | Turquie           | 1-0 | République d'Irlande | Manisa 19 Mayis (Manisa)           |                                    |
| 18h00            | Şahin Aygüneş 10e |     |                      | Arbitrage : Paolo Silvio Mazzoleni | Arbitrage : Paolo Silvio Mazzoleni |
| 18h00            | (Rapport)         |     |                      | Arbitrage : Paolo Silvio Mazzoleni | Arbitrage : Paolo Silvio Mazzoleni |

| 6 octobre 2011 | Liechtenstein                        | 2-7 | Italie                                                                                               | Rheinpark Stadion (Vaduz) |                         |
| 17h00          | Fabian Eberle 8e · Niklas Kieber 64e |     | 29e Fausto Rossi · 36e 45e 55e Manolo Gabbiadini · 50e Alessandro Florenzi · 77e 89e Lorenzo Insigne | Arbitrage : Elmir Pilav   | Arbitrage : Elmir Pilav |
| 17h00          | (Rapport)                            |     | | Arbitrage : Elmir Pilav   | Arbitrage : Elmir Pilav |

| 8 octobre 2011 | Turquie                                  | 2-1 | Hongrie              | Stade Recep Tayyip Erdoğan (Istanbul) |                              |
| 18h00          | Zsolt Szokol 18e (csc) · Alper Potuk 64e |     | 53e András Gosztonyi | Arbitrage : Szymon Marciniak          | Arbitrage : Szymon Marciniak |
| 18h00          | (Rapport)                                |     |                      | Arbitrage : Szymon Marciniak          | Arbitrage : Szymon Marciniak |

| 11 octobre 2011 | Italie                                    | 2-0 | Turquie | Centro d'Italia (Rieti)    |                            |
| 17h00           | Riccardo Saponara 45e · Mattia Destro 51e |     |         | Arbitrage : Sergei Karasev | Arbitrage : Sergei Karasev |
| 17h00           | (Rapport)                                 |     |         | Arbitrage : Sergei Karasev | Arbitrage : Sergei Karasev |

| 11 octobre 2011 | Liechtenstein    | 1-4 | République d'Irlande                        | Sportpark Eschen-Mauren (Eschen) |                              |
| 19h00           | Simon Pirker 14e |     | 26e 30e 33e James Collins · 39e Shane Duffy | Arbitrage : Nikola Dabanović     | Arbitrage : Nikola Dabanović |
| 19h00           | (Rapport)        |     |                                             | Arbitrage : Nikola Dabanović     | Arbitrage : Nikola Dabanović |

| 10 novembre 2011 | Turquie   | 0-2 | Italie                | Stade Recep Tayyip Erdoğan (Istanbul) |                            |
| 17h00            |           |     | 49e 90e Mattia Destro | Arbitrage : Stuart Attwell            | Arbitrage : Stuart Attwell |
| 17h00            | (Rapport) |     |                       | Arbitrage : Stuart Attwell            | Arbitrage : Stuart Attwell |

| 14 novembre 2011 | République d'Irlande                      | 2-0 | Liechtenstein | The Showgrounds (Sligo)    |                            |
| 20h30            | Robert Brady 13e (pen.) · Aidan White 37e |     |               | Arbitrage : Bardhyl Pashaj | Arbitrage : Bardhyl Pashaj |
| 20h30            | (Rapport)                                 |     |               | Arbitrage : Bardhyl Pashaj | Arbitrage : Bardhyl Pashaj |

| 15 novembre 2011 | Italie                                       | 2-0 | Hongrie | Giuseppe Capozza (Casarano) |                           |
| 17h00            | Manolo Gabbiadini 20e · Alberto Paloschi 79e |     |         | Arbitrage : Kristo Tohver   | Arbitrage : Kristo Tohver |
| 17h00            | (Rapport)                                    |     |         | Arbitrage : Kristo Tohver   | Arbitrage : Kristo Tohver |

| 1er juin 2012 | Hongrie              | 1-0 | Turquie | Stade Sóstói (Székesfehérvár) |                             |
| 17h00         | András Gosztonyi 81e |     |         | Arbitrage : Vlado Glodjović   | Arbitrage : Vlado Glodjović |
| 17h00         | (Rapport)            |     |         | Arbitrage : Vlado Glodjović   | Arbitrage : Vlado Glodjović |

| 4 juin 2012 | République d'Irlande                          | 2-2 | Italie                                   | The Showgrounds (Sligo) |                        |
| 15h00       | Robert Brady 67e (pen.) · Greg Cunningham 71e |     | 3e (csc) Shane Duffy · 56e Ciro Immobile | Arbitrage : Eli Hacmon  | Arbitrage : Eli Hacmon |
| 15h00       | (Rapport)                                     |     |                                          | Arbitrage : Eli Hacmon  | Arbitrage : Eli Hacmon |

| 5 juin 2012 | Liechtenstein | 0-4 | Hongrie                                                          | Sportpark Eschen-Mauren (Eschen) |                          |
| 19h00       |               |     | 8e 10e Gergő Beliczky · 13e Dávid Kálnoki-Kis · 90e Bence Iszlai | Arbitrage : Sven Bindels         | Arbitrage : Sven Bindels |
| 19h00       | (Rapport)     |     |                                                                  | Arbitrage : Sven Bindels         | Arbitrage : Sven Bindels |

| 14 août 2012 | République d'Irlande | - | Turquie |  |  |
|              |                      |   |         |  |  |
|              | (Rapport)            |   |         |  |  |

| 6 septembre 2012 | Italie    | - | Liechtenstein |  |  |
|                  |           |   |               |  |  |
|                  | (Rapport) |   |               |  |  |

| 6 septembre 2012 | Hongrie   | - | République d'Irlande |  |  |
|                  |           |   |                      |  |  |
|                  | (Rapport) |   |                      |  |  |

| 10 septembre 2012 | Hongrie   | - | Liechtenstein |  |  |
|                   |           |   |               |  |  |
|                   | (Rapport) |   |               |  |  |

| 10 septembre 2012 | Italie    | - | République d'Irlande |  |  |
|                   |           |   |                      |  |  |
|                   | (Rapport) |   |                      |  |  |